# 関バイパス (岐阜県)

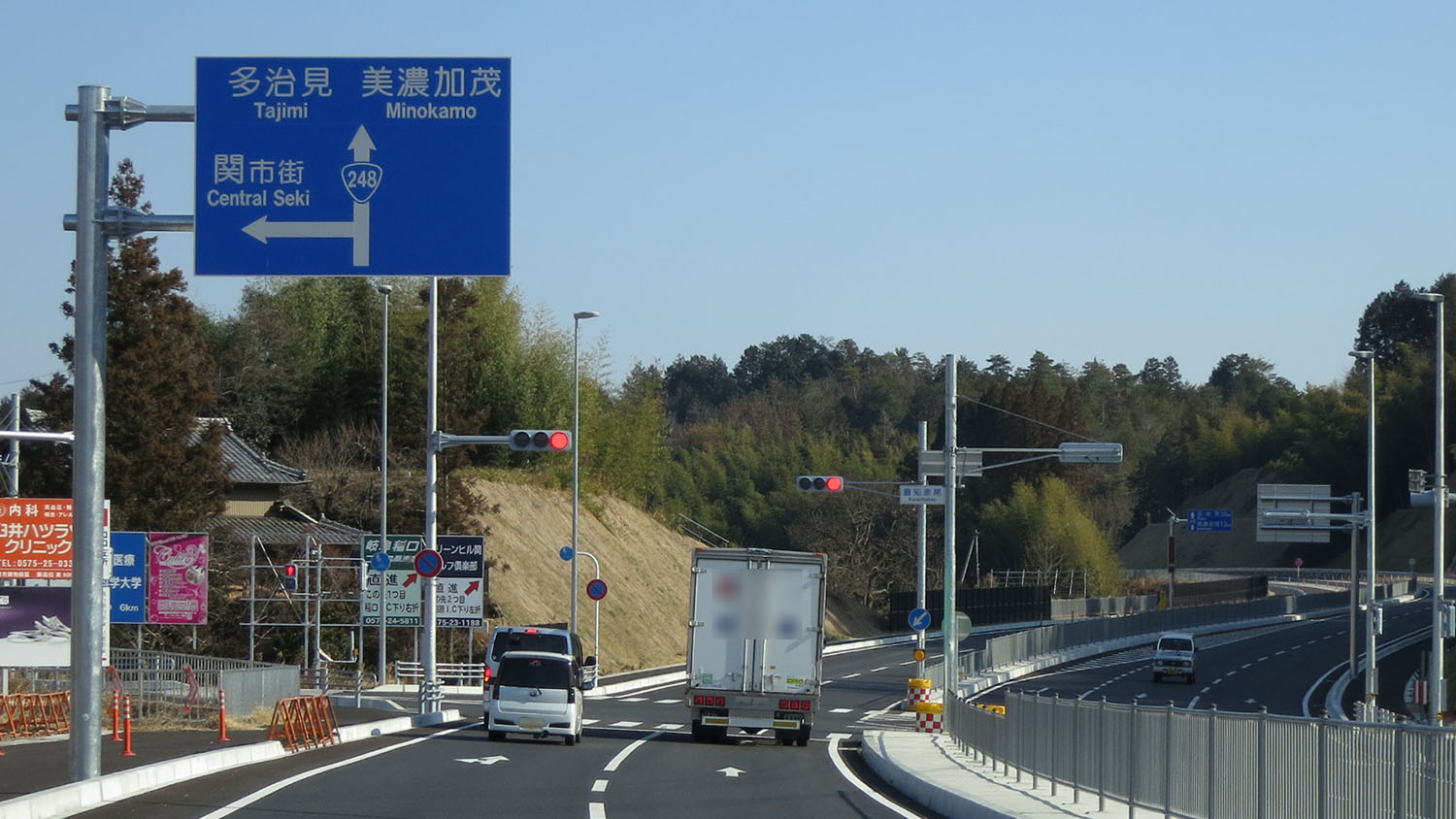
関バイパス
岐阜県関市倉知

関バイパス（せきバイパス） は、岐阜県関市西田原から岐阜県関市倉知に至る全長5.3kmの国道248号のバイパスである。

## 概要
起点、終点でそれぞれ直結する太田バイパス、山田バイパスと合わせて、美濃加茂市方面と関市内の国道156号（岐阜東バイパス第3区が事業中）や東海北陸自動車道 関ICとを結ぶ道路を構成する。全体事業費は約170億円。
両端の岐阜県関市西田原と関市倉知0.9kmずつが先に供用され、残りの岐阜県関市西田原から岐阜県関市倉知までの区間が2012年（平成24年）9月に開通した。
当初は2010年（平成22年）度の完成予定であったが、2012年に開催されたぎふ清流国体に合わせて2012年9月の完成予定で工事が行われた。
2012年9月の開通当初は関市・倉知赤尾交差点前後のみが4車線で、その他の区間は暫定2車線であったが、2019年に関市・倉知赤尾交差点 - 関IC間が4車線化されている。

### 旧道
当バイパスと山田バイパスに並行する国道248号現道は当バイパスの全線開通後、2014年（平成26年）4月4日に関市大杉（大杉交差点） - 同市平和通（国道418号交点）間が、2016年（平成28年）8月5日に関市平和通（国道418号交点） - 同市山田（山田交差点）間が国道248号の指定を外れて旧道になっている。
2022年現在、旧道は以下のようになっている。
- 関市大杉（大杉交差点） - 同市平和通（国道418号交点）間：関市道
- 関市平和通 - 同市栄町（栄町3交差点）間：国道418号[注釈 1]
- 関市栄町（栄町3交差点） - 同市小屋名（小屋名交差点）間：岐阜県道79号関本巣線
  - 2016年8月5日（国道248号旧道になった同日）に新たに指定された[4]。
- 関市小屋名（小屋名交差点） - 同市山田（山田交差点）間：国道156号[注釈 1]

## 接続する道路
- 東海北陸自動車道：関IC
- 国道248号 太田バイパス：関市西田原
- 国道248号 山田バイパス：関市倉知
- 岐阜県道17号江南関線：関市倉知・倉知西交差点

## 歴史
- 1968年（昭和43年）：都市計画決定
- 1994年（平成6年）：事業化[1]
- 1995年（平成7年）：用地取得着手
- 1996年（平成8年）：工事着手
- 2001年（平成13年）：関市倉知（0.9km）開通
- 2008年（平成20年）3月29日：関市西田原（0.9km）開通[5]
- 2012年（平成24年）9月5日：関市西田原 - 関市倉知間（3.5km）開通。これにより全線開通[2]
- 2019年（平成31年）4月：関市倉知（0.9km）4車線化